# Peperita (género)
Peperita es un género monotípico de lepidópteros perteneciente a la familia Noctuidae. Su única especie: Peperita molybdopasta Turner, 1908, es originaria de  Australia en Queensland.